# Kandace Springs
 (mars 2024).
La mise en forme du texte ne suit pas les recommandations de Wikipédia : il faut le « wikifier ».
Les points d'amélioration suivants sont les cas les plus fréquents. Le détail des points à revoir est peut-être précisé sur la page de discussion.
- Les titres sont pré-formatés par le logiciel. Ils ne sont ni en capitales, ni en gras.
- Le texte ne doit pas être écrit en capitales (les noms de famille non plus), ni en gras, ni en italique, ni en « petit »…
- Le gras n'est utilisé que pour surligner le titre de l'article dans l'introduction, une seule fois.
- L'italique est rarement utilisé : mots en langue étrangère, titres d'œuvres, noms de bateaux, etc.
- Les citations ne sont pas en italique mais en corps de texte normal. Elles sont entourées par des guillemets français : « et ».
- Les listes à puces sont à éviter, des paragraphes rédigés étant largement préférés. Les tableaux sont à réserver à la présentation de données structurées (résultats, etc.).
- Les appels de note de bas de page (petits chiffres en exposant, introduits par l'outil «  Source ») sont à placer entre la fin de phrase et le point final[comme ça].
- Les liens internes (vers d'autres articles de Wikipédia) sont à choisir avec parcimonie. Créez des liens vers des articles approfondissant le sujet. Les termes génériques sans rapport avec le sujet sont à éviter, ainsi que les répétitions de liens vers un même terme.
- Les liens externes sont à placer uniquement dans une section « Liens externes », à la fin de l'article. Ces liens sont à choisir avec parcimonie suivant les règles définies. Si un lien sert de source à l'article, son insertion dans le texte est à faire par les notes de bas de page.
- La présentation des références doit suivre les conventions bibliographiques. Il est recommandé d'utiliser les modèles {{Ouvrage}}, {{Chapitre}}, {{Article}}, {{Lien web}} et/ou {{Bibliographie}}. Le mode d'édition visuel peut mettre en forme automatiquement les références.
- Insérer une infobox (cadre d'informations à droite) n'est pas obligatoire pour parachever la mise en page.

Pour une aide détaillée, merci de consulter Aide:Wikification.
Si vous pensez que ces points ont été résolus, vous pouvez retirer ce bandeau et améliorer la mise en forme d'un autre article.
Kandace Springs (née le 17 janvier 1989) est une chanteuse et pianiste américaine de jazz et de soul. Elle a sorti quatre albums studio.

## Biographie
Kandace Springs est née à Nashville, Tennessee, États-Unis, en 1989. Son père Scat Springs était chanteur de studio à Nashville. Elle a deux sœurs. À l'âge de dix ans, elle commence à suivre des cours de piano. Elle a grandi en écoutant des chanteurs de jazz et de soul comme Nina Simone. Elle était remarquée pour avoir interprété Stay with Me de Sam Smith sur Internet. Elle a déménagé à New York pour travailler avec Carl Sturken et Evan Rogers.
En 2014, elle sort son premier EP éponyme pour le label de jazz Blue Note Records. Il a été produit par Pop &amp; Oak. Love Got in the Way était son premier clip. Elle a collaboré avec Ghostface Killah sur son single de 2014 Love Don't Live Here No More . Elle s'est produite en direct dans plusieurs émissions de télévision : le Late Show avec David Letterman, Jimmy Kimmel Live ! , The Tonight Show avec Jimmy Fallon et plus tard... avec Jools Holland. Prince lui a demandé de jouer avec lui sur scène.
Pour son album de 2016, Soul Eyes, elle a continué à travailler avec Sturken et Rogers, mais elle s'est également rapprochée du producteur Larry Klein, qui l'a saluée comme un talent naturel. Sur des ballades douces comme Place to Hide et des chansons au tempo plus lent comme Talk to Me, elle s'accompagnait au piano. Les musiciens, qui ont collaboré pour cet album, étaient le trompettiste Terence Blanchard, les guitaristes Dean Parks et Jesse Harris et le batteur Vinnie Colaiuta. Son album Indigo de 2018 a été produit par Karriem Riggins . Il combine la tradition du jazz vocal avec des influences R&B modernes et inclut un solo de trompette de Roy Hargrove.
Le 31 janvier 2020, Springs a sorti le premier single, "Pearls", de son troisième album studio, The Women Who Raised Me . L'album est sorti en mars 2020. The Women Who Raised Me est un album de reprises contenant des interprétations de chansons rendues célèbres par certaines des chanteuses les plus emblématiques de l'histoire : Ella Fitzgerald, Roberta Flack, Astrud Gilberto, Lauryn Hill, Billie Holiday, Diana Krall, Carmen McRae, Bonnie Raitt, Sade, Nina. Simone et Dusty Springfield.

## Discographie
Albums
- Soul Eyes ( Note bleue, 2016)
- Indigo (Note Bleue, 2018)
- The Women Who Raised Me (Blue Note, 2020)
- My Name is Sheba (Subplay Creative, 2022)
- Kandace Springs (Blue Note, 2014)

Collaborations
- 2014 Love Don't Live Here No More (avec Ghostface Killah )
- 2015 Stay Clear (avec Black Violin )
- 2016 New York Minute (avec Lang Lang )
- 2017 Daydream (avec Ambrose Akinmusire )
- 2018 Faded (avec Kings of Tomorrow )